# ویتبلت

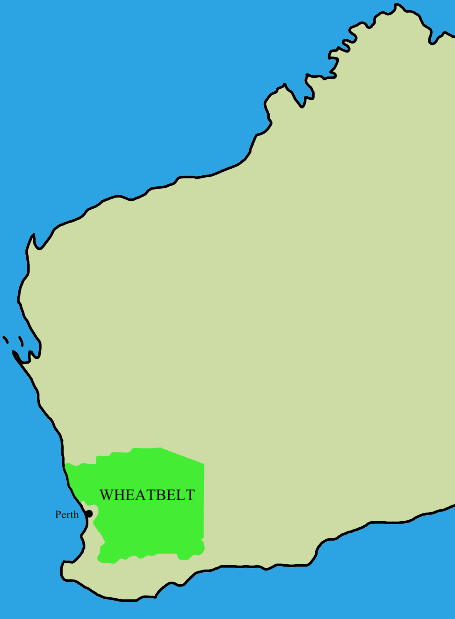
موقعیت این ناحیه

ویتبلت (به انگلیسی: Wheatbelt) یکی از نه ناحیه ایالت استرالیای غربی در کشور استرالیاست. این ناحیه تاحدودی منطقه شهری پرث را احاطه نموده و از شمال از پرث تا ناحیه مید وست و از شرق تا ناحیه گلدفیلدز-اسپرانس گسترش پیدا کرده‌است. این ناحیه از جنوب هم‌مرز با ناحیه‌های ساوت وست و گریت ساوترن می‌باشد و از غرب متصل به اقیانوس هند است. این منطقه دارای بارش سالیانه زیاد و دمای نسبتاً بالایی است که در نتیجه این منطقه را برای کشاورزی مناسب کرده‌است و یکی از قطب‌های تولید محصولات کشاورزی در استرالیای غربی به شما می‌آید.